# Pablo Daniel Piatti
Pablo Daniel Piatti (Ucacha, província de Córdoba, 31 de març de 1989) és un futbolista argentí amb passaport espanyol que juga actualment a l'Estudiantes de La Plata.
Va arribar a l'Espanyol el 2016 cedit pel València CF, després d'una etapa de quatre anys al València CF. Abans havia jugat durant cinc anys a la UD Almeria.